# Bagnan
Bagnan è una suddivisione dell'India, classificata come census town, di 8.779 abitanti, situata nel distretto di Howrah, nello stato federato del Bengala Occidentale. In base al numero di abitanti la città rientra nella classe V (da 5.000 a 9.999 persone).

## Geografia fisica
La città è situata a 22° 28' 0 N e 87° 58' 0 E e ha un'altitudine di 5 m s.l.m..

## Società

### Evoluzione demografica
Al censimento del 2001 la popolazione di Bagnan assommava a 8.779 persone, delle quali 4.448 maschi e 4.331 femmine. I bambini di età inferiore o uguale ai sei anni assommavano a 1.018, dei quali 506 maschi e 512 femmine. Infine, coloro che erano in grado di saper almeno leggere e scrivere erano 5.958, dei quali 3.279 maschi e 2.679 femmine.